# Anyphaenoides cocos
Anyphaenoides cocos är en spindelart som beskrevs av Léon Baert 1995. Anyphaenoides cocos ingår i släktet Anyphaenoides och familjen spökspindlar. Inga underarter finns listade i Catalogue of Life.